# لويس س. فاغنر جونيور
لويس س. فاغنر جونيور هو عسكري فيتنامي، ولد في 24 يناير 1932 في جاكسون في الولايات المتحدة.